# Curci Àtic
Curci Àtic (llatí: Curtius Atticus) va ser un cavaller romà del segle i. Segurament formava part de la gens Cúrcia, una antiga gens romana d'origen patrici. Va ser un dels pocs companys a qui l'emperador Tiberi va demanar que l'acompanyessin al seu retir de Capri l'any 26, on es va estar uns anys. El 32 va ser eliminat pel cap dels pretorians, Sejà. Justus Lipsius creu que és el mateix Àtic a qui Ovidi va dirigir dues pòntiques.